# Normanton (Rutland)
Pour les articles homonymes, voir Normanton.
Normanton est un village et une paroisse civile du Rutland, en Angleterre.